# Hroza, Solone
Hroza (în ucraineană Гроза) este un sat în comuna Viiskove din raionul Solone, regiunea Dnipropetrovsk, Ucraina.

## Demografie
Componența lingvistică a localității Hroza
     Ucraineană (93,62%)
     Rusă (6,38%)
Conform recensământului din 2001, majoritatea populației localității Hroza era vorbitoare de ucraineană (93,62%), existând în minoritate și vorbitori de rusă (6,38%).